# L'Attentat (film, 1966)
Pour les articles homonymes, voir L'Attentat.
Pour plus de détails, voir Fiche technique et Distribution.
L'Attentat est un film dramatique film français, réalisé par Jean-François Davy, sorti en 1966 et influencé par la Nouvelle Vague.

## Fiche technique
- Titre : L'Attentat
- Réalisation : Jean-François Davy
- Scénario : Jean-François Davy
- Production : Jean-Marie Pallardy
- Photographie : Gérard Nicolas, Théo Robichet
- Montage : Claude Paureilhe
- Pays d'origine :  France
- Format : Noir et blanc - Mono - 35 mm
- Genre : Film dramatique
- Durée : 72 minutes
- Dates de sortie : 1966

## Distribution
- Roger Sweig : André Boissard
- Marie-Hélène Broca : Marie-Hélène
- Dominique Erlanger : La belle inconnue
- Karin Meyer : Jana
- Claude Melki : François
- Luc Moullet : Le militant
- Dominique Zardi : L'homme au chapeau

## Critique
Les Cahiers du cinéma ont publié cette notule à propos du film : « Des coquetteries çà et là mais, en définitive, raté ».